# Пальма (місто)
Па́льма (кат. Palma), також Па́льма-де-Майо́рка (ісп. Palma de Mallorca), раніше кат. Ciutat de Mallorca, Ciutat, араб. بالما دي مايوركا Medina Mayurqa — столиця та найбільше місто іспанської автономної спільноти Балеарські острови на острові Майорка.
Розміщене у Пальмській бухті (ширина бухти 20 км, довжина 25 км) та є значним туристичним центром і портом. Станом на 2009 рік населення становило 401 тис. мешканців, з передмістями — 517 тис.

## Історія
Заснування міста припадає на римське завоювання Балеарських островів. У 123 році до н. е. Квінт Цецилій Метел, пізніше отримав прізвисько Балеарського, звинуватив жителів островів у допомозі піратам і завоював архіпелаг. Він також заклав місто Пальму. Місто було перевалочним портом і адміністративно входило до провінції Тарраконська Іспанія.
З 902 року місто перебувало під владою арабів. В 1114—1115 роках місто ненадовго потрапляє під контроль хрестоносців — учасників Балеарського хрестового походу (1113—1115). Хрестоносці розпочали облогу міста Пальми в серпні 1114 р.. У квітні 1115 року Пальма капітулювала, а все її населення було поневолене. Після цієї перемоги було захоплено більшість основних поселень Балеарських островів, а правителя мусульманської тайфи полонили та вивезли до Пізи. Однак володіння хрестоносцями Балеарськими островами тривало не більше кількох місяців. У 1116 р. їх відвоювали іберійські Альморавіди.
31 грудня 1229 місто, тепер вже остаточно, захопили у мусульман війська арагонського короля Хайме I Завойовника. В 1231—1349 роках Пальма входила до складу пов'язаного з Арагоном Майорканського королівства (столицею був розміщений на континенті Перпіньян).
У XVI столітті Пальма неодноразово піддавалася нападам середземноморських піратів, що негативно позначилося на розвитку торгівлі, що раніше процвітала. Новий підйом спостерігався після того, як у XVIII столітті були зняті обмеження на торгівлю з американськими колоніями. У 1833 Пальма стала центром провінції Балеарські острови.
У 1996 році тут відбувся Чемпіонат світу з напівмарафону.

## Населення
Пальма займає 8 місце в Іспанії за кількістю населення. На початку 2019 року населення міста зросло до 416 065 осіб.
Станом на 2017 рік 60 000 мешканців Пальми народилися за межами Іспанії, 26,6% мешканців міста народилися за межами Іспанії: 9,6% — у країнах ЄС, а 17% — в інших державах. Зареєстроване іноземне населення з 2016 по 2017 рік скоротилося на 832 особи, що було найвищим показником скорочення на Балеарських островах. У Пальмі проживають представники понад 25 національностей. Найчисленніші етнічні громади на 2017 рік включали іспанців (кастильців) і каталонців, а також марокканців, німців, італійців (16 877), британців, румунів, болгар, аргентинців, французів, колумбійців та еквадорців (по порядку).
Згідно з переписом 2022 року, населення самого міста Пальма становило 415 940 осіб, а населення всієї міської агломерації – 550 000 осіб, що робить її дванадцятою за величиною міською агломерацією Іспанії. Згідно зі статистикою 2025 року, тут проживає 485,878 осіб, що становить половину населення Майорки.

## Пам'ятки
Туристичний бум 1960-х років перетворив Майорку на один із найрозвиненіших середземноморських центрів туризму. Члени іспанської королівської родини проводять канікули в Марівентському палаці, недалеко від Пальми.
Будівництво готичного кафедрального собору почалося в 1231 при королі Хайме II на місці арабської мечеті. Освячений в 1601. Завдяки своїм численним великим вікнам собор Пальми вважається найсвітлішим готичним собором Середземномор'я.
На землях навколо собору Пальми раніше стояло арабське місто, відоме в мусульманському світі під назвою Медіна-Маюрки. Від його будівель залишилися тільки арка на вулиці Альмудена й арабські лазні на вулиці Серра. Недалеко від собору розміщені старовинні церкви й багаті будинки, що належали знаті та купцям.
Готична церква Св. Франциска побудована в XIV столітті, хоча фасад її було перебудовано наприкінці XVIII століття. Одна з її восьмикутних каплиць з прикрасами в стилі ренесанс і бароко зберігає з XV століття саркофаг Раймунда Лулія.
Королівський палац Альмудена (Palácio Real de La Almudaina) було побудовано а XIII столітті на фундаментах арабської фортеці — Алькасар (Пальма). Король Хайме II перетворив її на свій королівський палац.
Символом минулого процвітання Пальми є споруда, відома як Са-Льйоджа (Sa Llotja), яка слугувала фондовою біржею. Вона мовби протистоїть могутньому собору своїми чотирма зубчастими восьмикутними вежами й вікнами з балконами. Са-Льйоджа є зараз виставковим центром.
Поруч із Са-Льйоджа розміщено Морське консульство (Consolat de Mar), побудоване в XVII столітті, з захопливою картинною галереєю в ренесансному стилі. Зараз тут знаходиться резиденція Уряду автономної області, а спочатку тут розміщувався Арбітраж із питань морської торгівлі. Фасад будівлі прикрашено арками епохи Відродження.

## Економіка
Так економіка міста досить різноманітна. Так тут є бавовняні прядильні та ткацькі фабрики, виробництво шовкових тканин, паперу, мила, свічок, шкіряних виробів, меблів, музичних інструментів, штучних перлів. Борошномельне й масляне виробництво. Гавань захищено молом (довжиною 385 м), має маяк, доступна для великих кораблів.
Інститут (в 1836 перетворений з університету, заснованого в 1503 ), учительська семінарія, морехідна школа, академія мистецтв, музичне училище, 2 публічні бібліотеки, театр. В околицях — красивий замок Бельвер (XIII століття) і вілла Мірамар, австрійського ерцгерцога Людвіга-Сальватора.
Одна з найбільших перешкод, яка заважає динамічному розвитку міста — це відсутність питної води. Тому є потреба в постійному її завезенні або підземному видобутку.
Один з найбільших аеропортів Європи. 2007 року відкрили метрополітен.

## Аеропорт Пальми
У 2024 році аеропорт Пальми обслужив 33,3 мільйона пасажирів, що робить його третім за завантаженістю аеропортом в Іспанії після Мадрид-Барахас і Барселона-Ель-Прат; і чотирнадцятим в Європі. Аеропорт є основною базою іспанської авіакомпанії Air Europa, а також аеропортом базування для Eurowings, EasyJet, Jet2.com, Ryanair та Vueling. Аеропорт має спільні злітно-посадочні смуги з розташованою поруч військово-повітряною базою «Сон Сант Жоан», що належить іспанським військово-повітряним і космічним силам.

## Туризм
Лише на початку 21 століття. з'явився сучасний вигляд поділу міста на адміністративні райони. Місцеві жителі та гіди туристичних проспектів дуже часто використовують старі назви міських кварталів. або взагалі орієнтуються за допомоги визначних пам'яток міста.
Старе місто — історичний центр та серце Пальми, яке найбільш люблять відвідувати туристи. Шість широких проспекти складають його кордони. Раніше на їх місці знаходилися масивні міські стіни. Саме цей район зберігає найбільшу кількість історичних та культурних пам'яток. Саме тут можна побачити давні арабські лазні — віта.

## Освіта

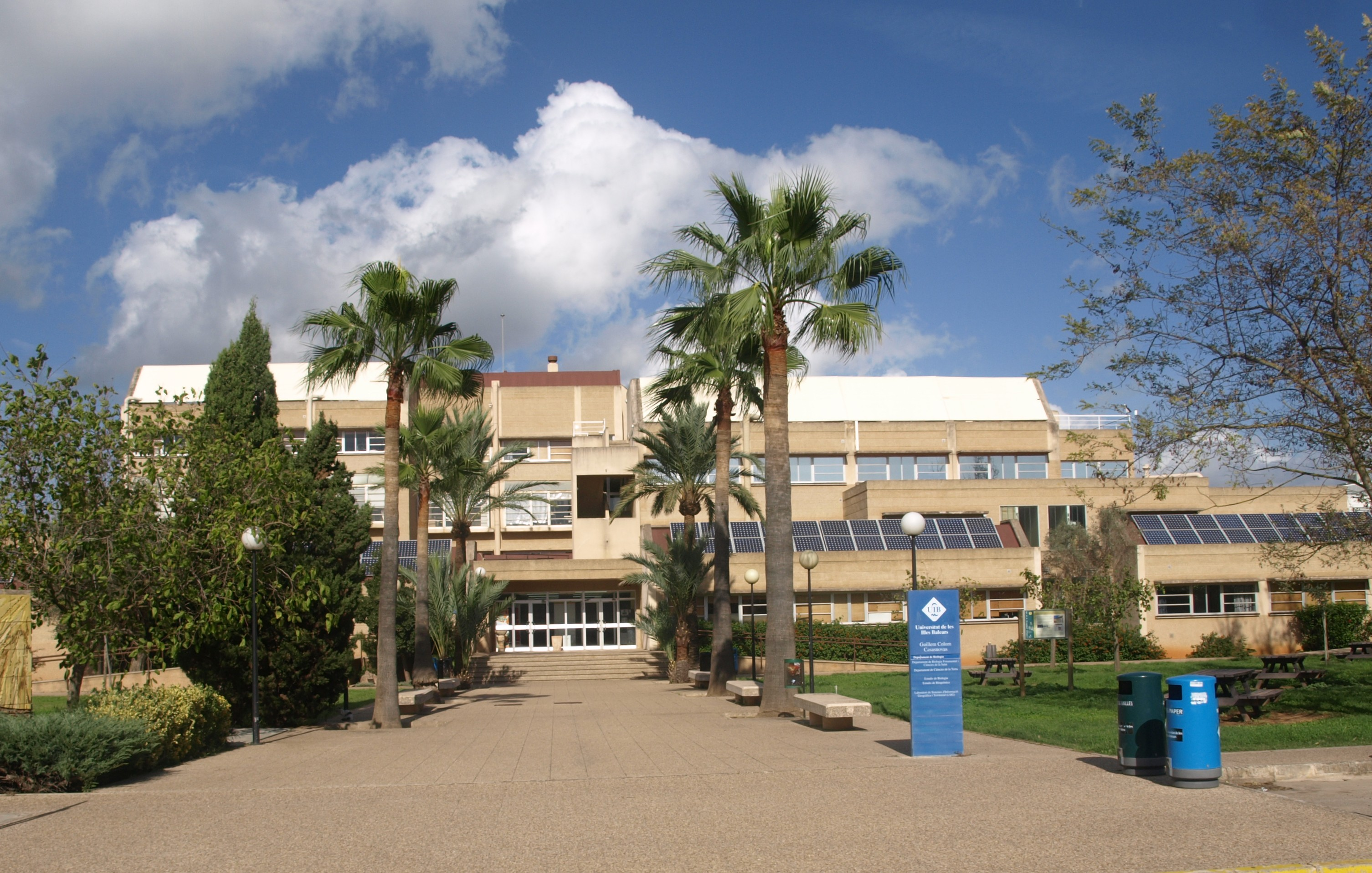
Факультет наук Університету Балеарських островів

У 1483 році король Фердинанд II заснував у Пальмі академію «Луллійське загальноосвітнє навчання» (на честь Раймунда Луллія). Вона діяла до 1835 року, коли, після напружених дебатів між урядом Іспанії та громадськістю Мальйорки, її було остаточно закрито. Відтоді всі студенти Балеарських островів, які хотіли здобути вищу освіту, повинні були їхати спочатку в Серверу, а потім у Барселону.
У 1978 році відкрито Університет Балеарських островів (UIB), у якому навчається близько 20 000 студентів. В університеті 10 факультетів та шкіл: філософський, науковий, юридичний, політехнічний, освіти, економіки та бізнесу, психології, природних наук, бізнесу, медсестер і фізіотерапії та туризму. Університет має філіали на інших островах архіпелагу — Меноркці та Ібісі.
Також у місті діє філіал Інституту Рамона Луллія (IRL).

## Архітектура

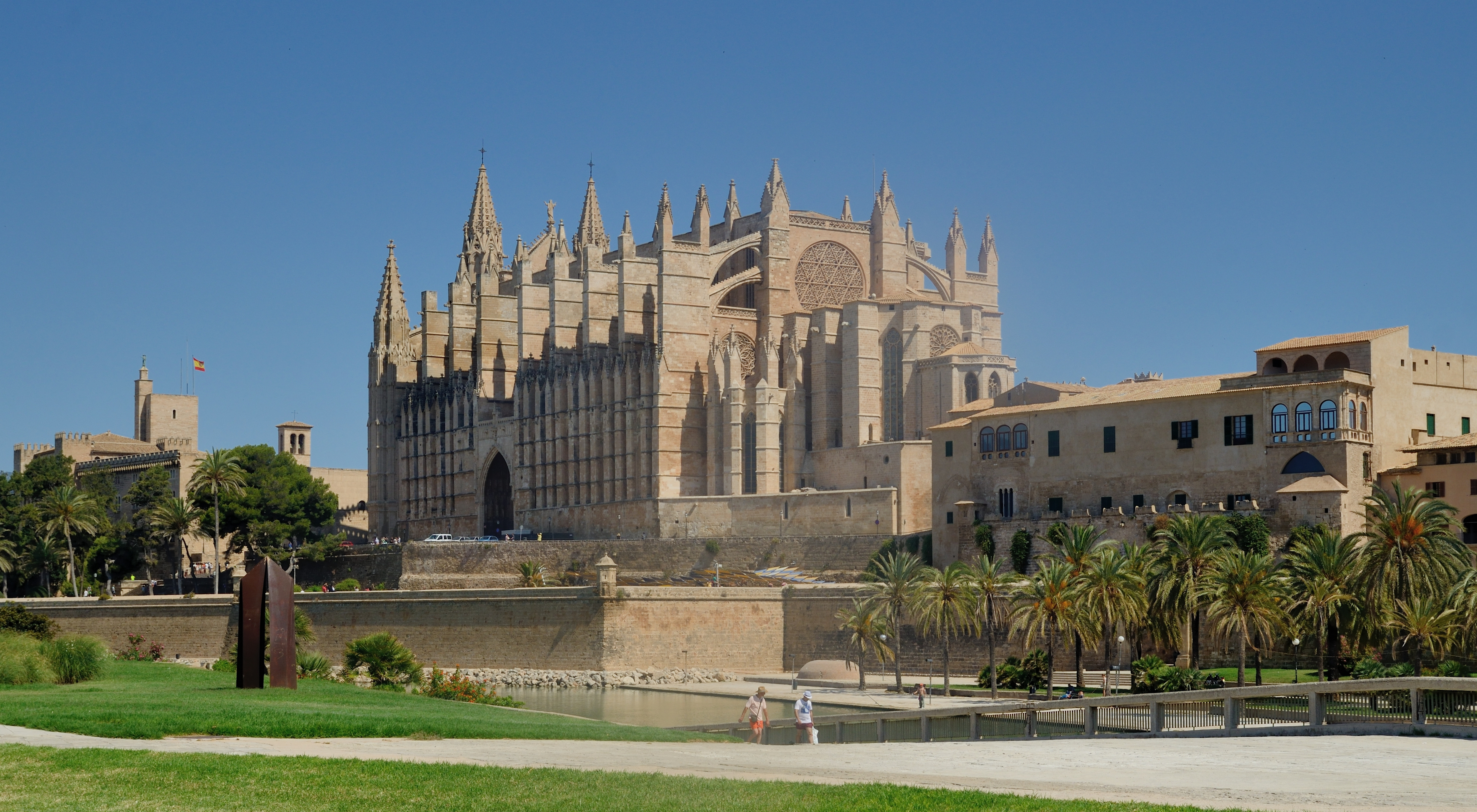
Пальмський собор

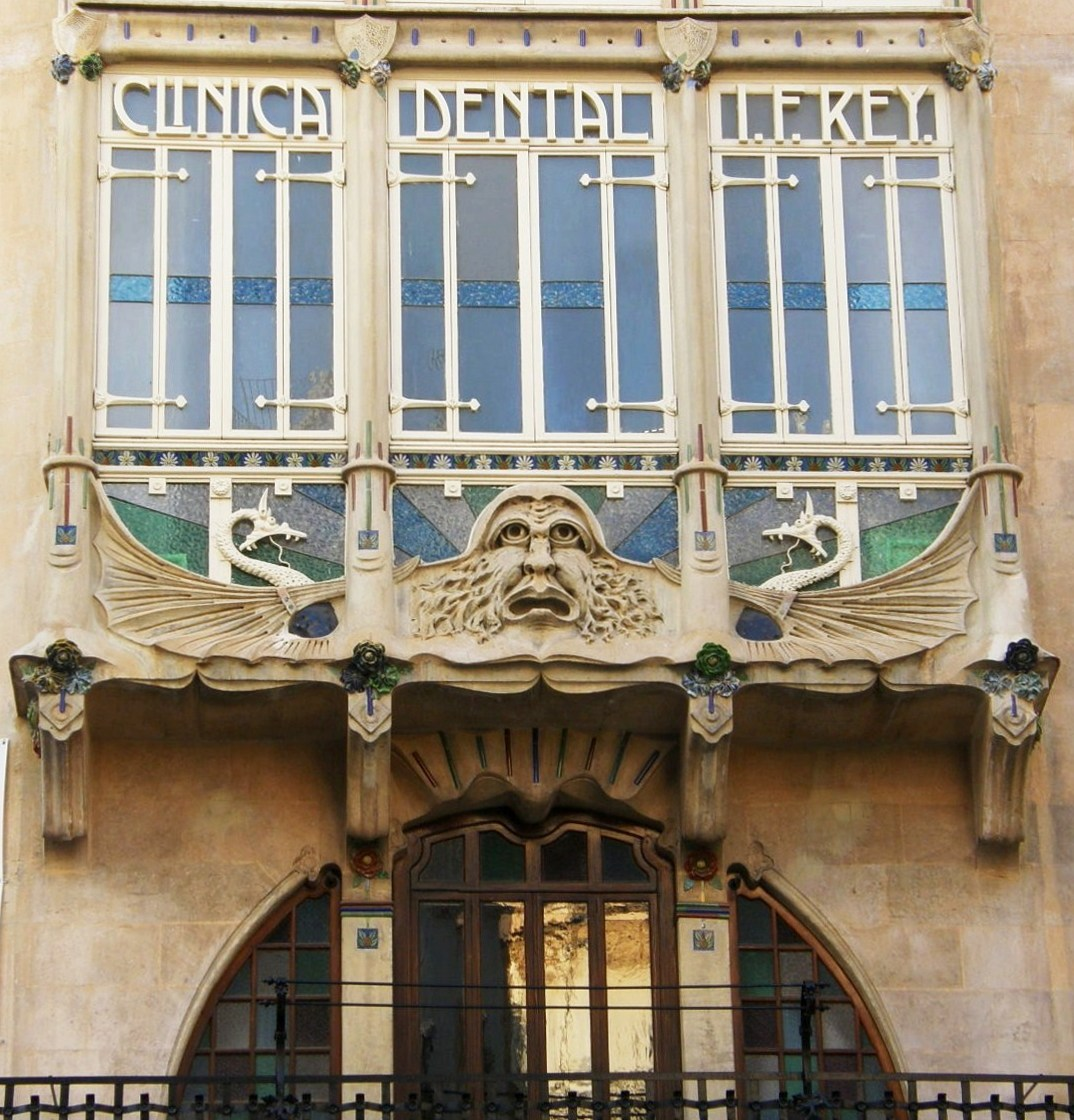
Будинок Фортеза-Рея (1909)

- Пальмський собор (XIII—XVI ст.)
- Замок Бельвер (XIV ст.)
- Королівський палац Альмудайна (XVI ст.)
- Морський консулат (XVII ст.)
- Лонха (1420—1452)
- Церква св. Євлалії
- Церква св. Франциска (XIV—XVIII ст.)
- Цервква св. Михаїла
- Форт святого Карлоса (XVII ст.)
- Гранд-готель (1903), архітектор Луїс Доменек-і-Монтанер.
- Будинок Фортеза-Рея (1909)
- Будинки Касасаяс (1908–11)
- Пласа-Майор
- українська греко-католицька церква Покрови Пресвятої Богородиці

## Культура й мистецтво

### Музеї
- Ес Балуард — музей сучасного мистецтва.
- Музей Мальйорки
- Фонд Пілар і Жуана Міро — колекція робіт іспанського художника Жуана Міро (1893—1983).
- Музей діоцезії Мальйорки
- Палау-Марк — колекція сучасної скульптури.
- Музей міста Пальми (у приміщеннях замку Бельвер)
- Музей фонду Жуана Марка
- Музей Крековича — колекція робіт боснійсько-хорватського художника Крістіана Крековича (1901—1985).

## Релігія
- Центр Майоркської діоцезії Католицької церкви.

## Транспорт

### Морський транспорт

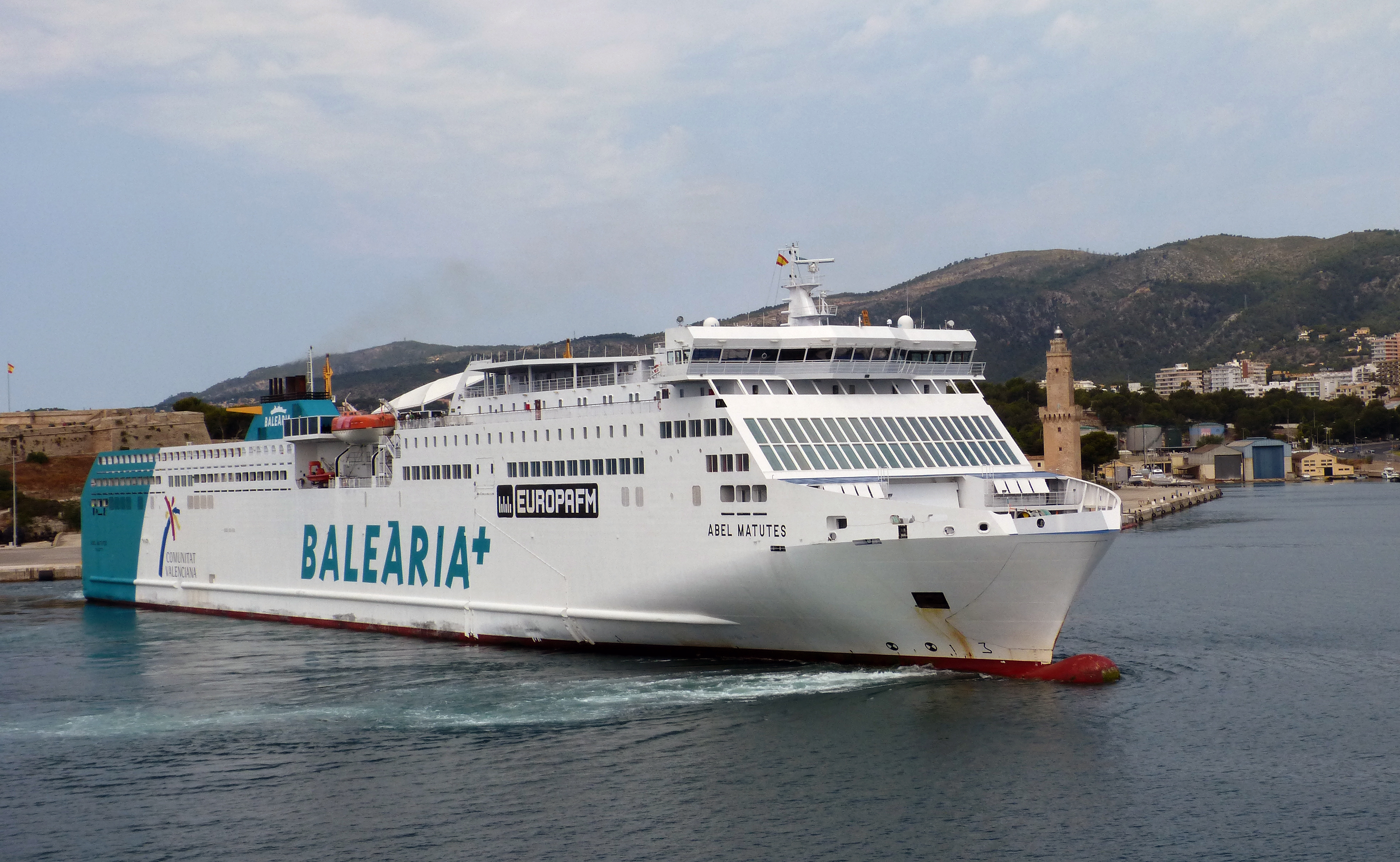
Пором компанії Baleària у порту Пальми

У Пальмській затоці розташовано порт Пальми. Місто має морське сполучення з материковою Іспанією (Барселона, Денія та Валенсія), а також з іншими портами Балеарських островів (Форментера, Мао та Ейвіса). Є найбільшим з 5 портів Балеарських островів. Пасажирські та вантажні перевезення здійснюють компанії Baleària, Trasmediterránea та Iscomar.

### Метрополітен
Метрополітен відкритий в попередньому режимі 25 квітня 2007 року. Є однією лінією довжиною 7,2 км з 9 станціями, що сполучає центр міста (станція «Пласа-де-Еспанья») з університетом Балеарських островів (станція «Університатя де ліс Ільес Балеарс» ). Метро експлуатується державними залізницями Мальйорки (Servicios Ferroviarios de Mallorca).

### Автобус

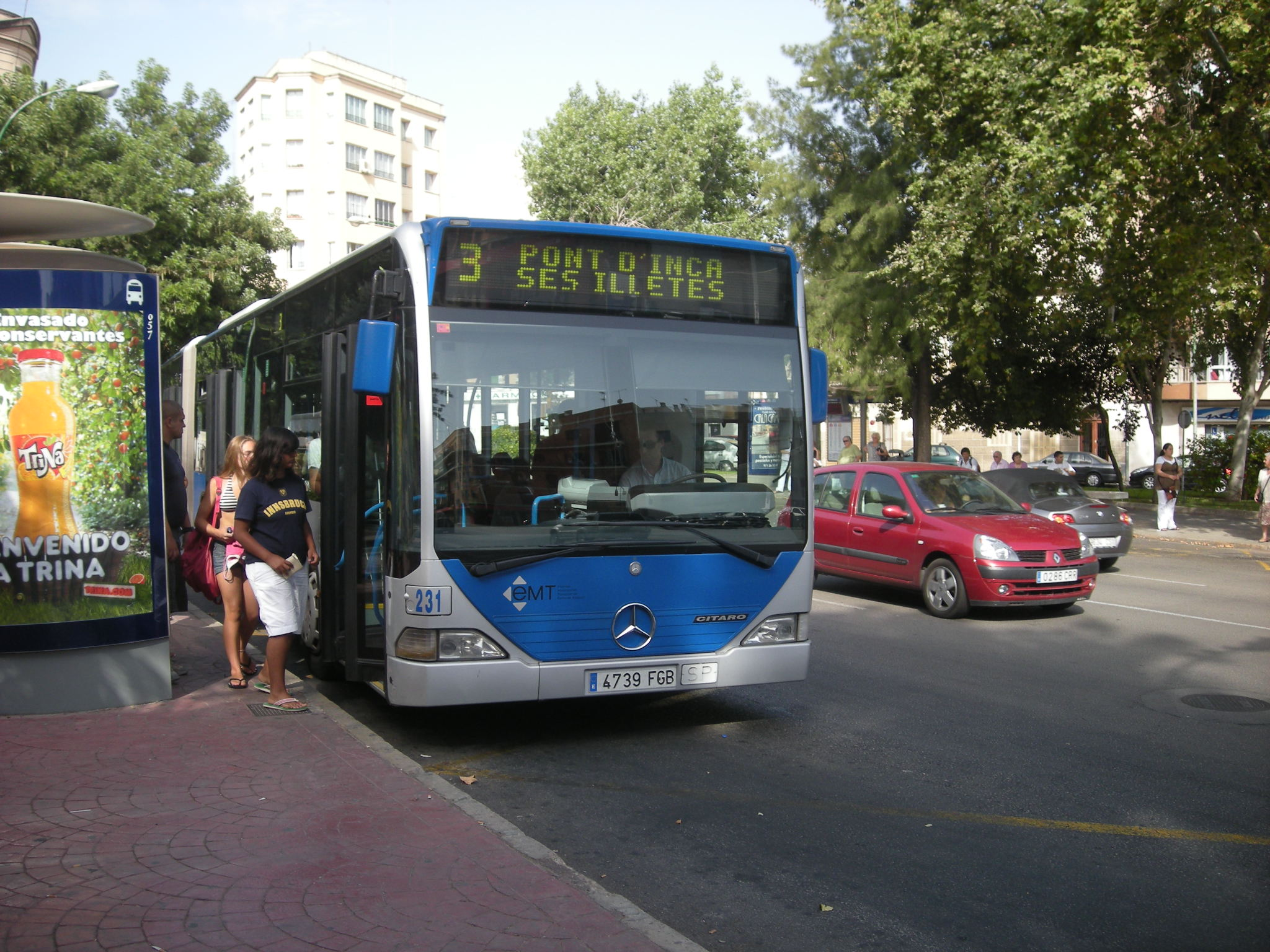
Автобус компанії EMT у Пальмі

В місті діє розвинута мережа автобусних маршрутів. Міські і приміські автобусні перевезення здійснює компанія Empresa Municipal de Transports de Palma de Mallorca (EMT). Компанія щороку перевозить 39 мільйонів пасажирів. Пасажирські перевезення здійснюються за 31 маршрутом (включаючи і сусідні муніципалітети Маррачі, Кальвія і Льюкмажор), а рухомий склад нараховує 179 одиниць автобусів.
Також у місті діють автобусні маршрути компанії Transport de les Illes Balears (TIB), яка здійснює міжміські перевезення по всьому острову, а також управляє однією лінією метро.

### Інші види транспорту
У 1891–1958 році у Пальмі існувала мережа трамвайних ліній. У 1891 році з'явилися перші трамваї на тязі мулів, з 1914 року почав курсувати електричний трамвай. У 1958 році трамваї були замінені автобусами.

## Українці у Пальмі
У травні 2022 понад 2000 українців опинилось на Балеарських островах через Російське вторгнення.
У листопаді 2024 в місті Пальма відбулося відкриття Почесного консульства України на Балеарських островах, створене з метою сприяння співпраці між Україною та Іспанією в сферах бізнесу, торгівлі, технологій і культури. Почесним консулом України на Балеарських островах призначено Володимира Носова. Урочисте відкриття зібрало представників державних і культурних установ, місцевої влади, бізнесу та української громади, у тому числі посол України в Іспанії Сергій Погорельцев.

## Персоналії, пов'язані з містом

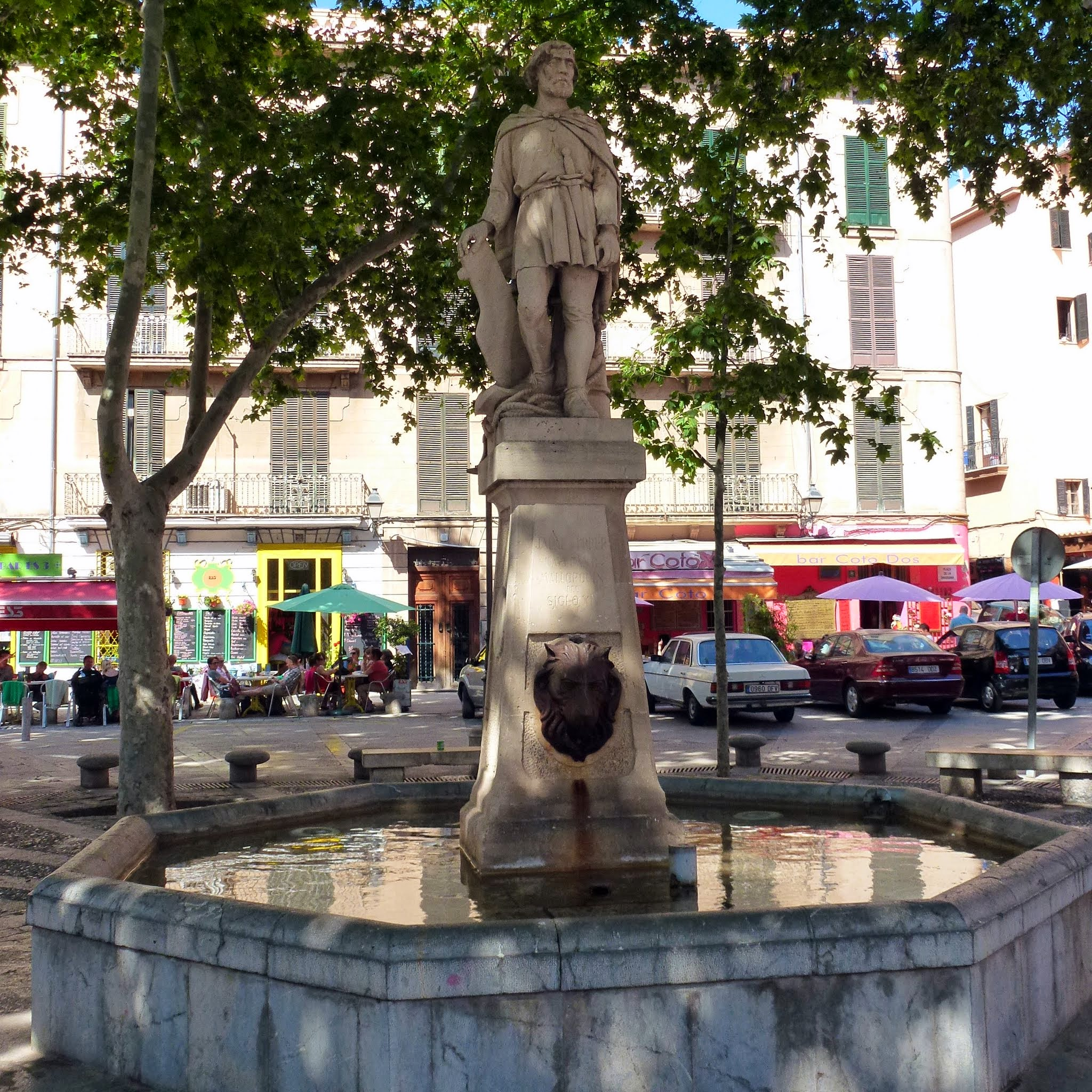
Пам'ятник Жауме Ферреру в Пальмі

### Уродженці міста

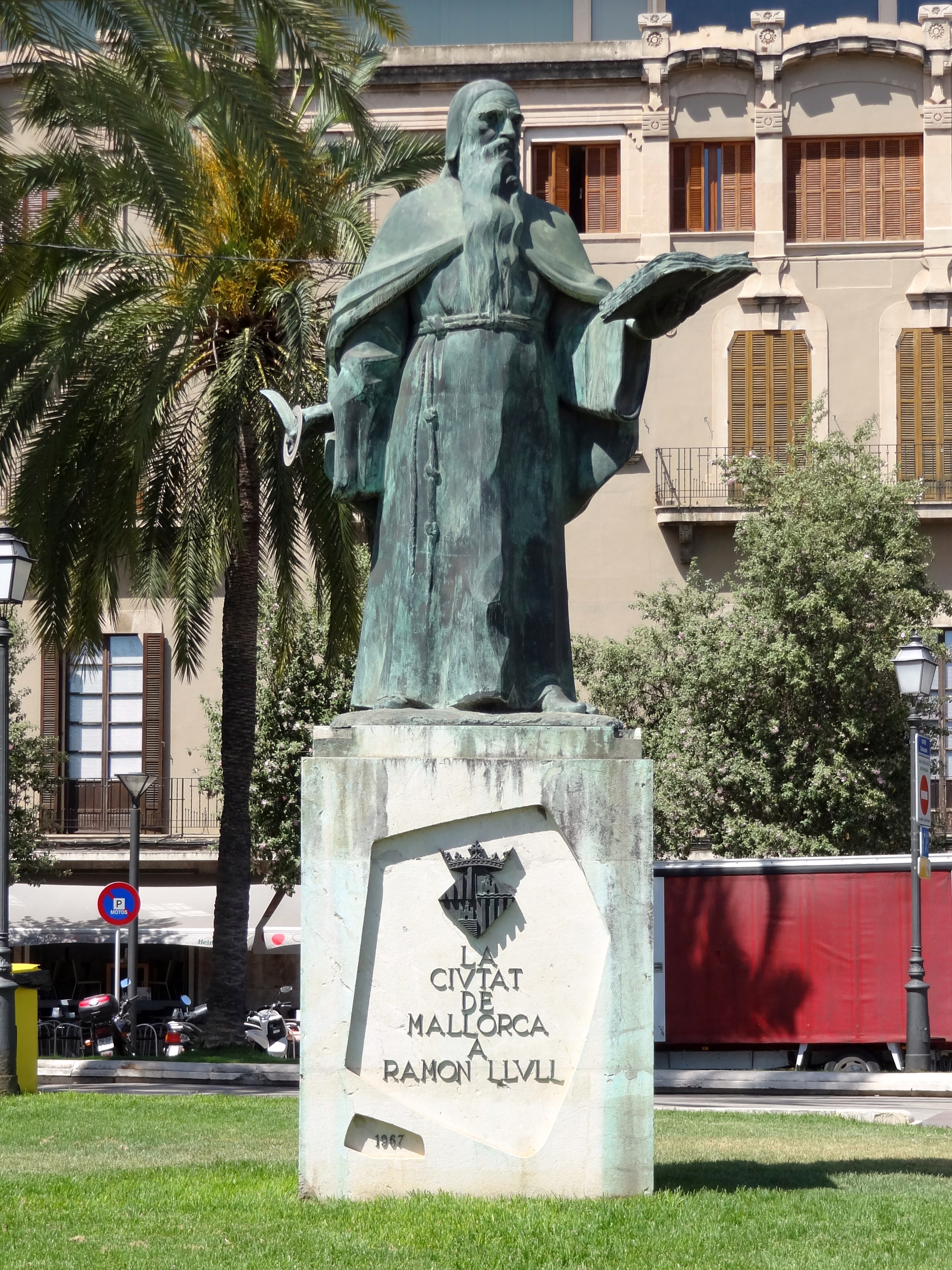
Пам'ятник Раймунду Луллію (1952), скульптор Андреу Орель Сальва

- Раймунд Луллій (1235—1315) — каталонський місіонер, поет, філософ і теолог, один із найбільш впливових і оригінальних мислителів европейского високого Середньовіччя.
- Авраам Крескес (1325—1387) — єврейський картограф, один з авторів знаменитого Каталанського атласу (1375).
- Гільєрмо Мескіда (1675—1747) — іспанський художник.
- Хуан Хосе Перес Ернандес (1725—1775) — іспанський мореплавець.
- Томас Агіло-і-Фортеза (1812—1884) — іспанський поет і журналіст.
- Валеріано Вейлер (1838—1930) — іспанський генерал і політичний діяч.
- Еусебіо Естада (1843—1917‎) — іспанський інженер-будівельник та архітектор, піонер створення транспортної інфраструктури на острові Мальйорка.
- Франсеско Уетам (1847—1913) — іспанський оперний співак (баритон).
- Антоніо Маура (1853—1925) — іспанський державний діяч, прем'єр-міністр Іспанії (1903-04, 1907-09, 1918, 1919, 1921-22).
- Жуан Альковер (1854—1926) — іспанський письменник і політичний діяч.
- Артуро Помар (1931) — іспанський шахіст.
- Марія дель Мар Бонет-і-Вердагер (1947) — іспанська співачка й композиторка.
- Россі де Пальма (1964) — іспанська актриса.
- Майка Маковскі (1983) — іспанська співачка.
- Карлос Моя (1976) — іспанський тенісист.
- Хорхе Лоренсо (1987) — іспанський мотогонщик.
- Марко Асенсіо (1996) — іспанський футболіст.

### Жили чи працювали в місті
- Жауме Феррер (біля 1346 р.)  — майорканський (можливо генуезького походження) мореплавець, що в 1346 році відправився з Пальми до західноафриканського узбережжя на пошуки «Золотої Річки». Пам'ятник йому встановлено на площі Plaça de les Drassanes у Пальмі
- Антоніо Гауді (1852—1926) — іспанський архітектор. Працював на Мальйорці в 1904—1914 роках, проводив реконструкцію катедрального собору в Пальмі.
- Жоан Міро (1893—1983) — іспанський художник; жив і працював на Мальйорці, де й помер.

## Галерея

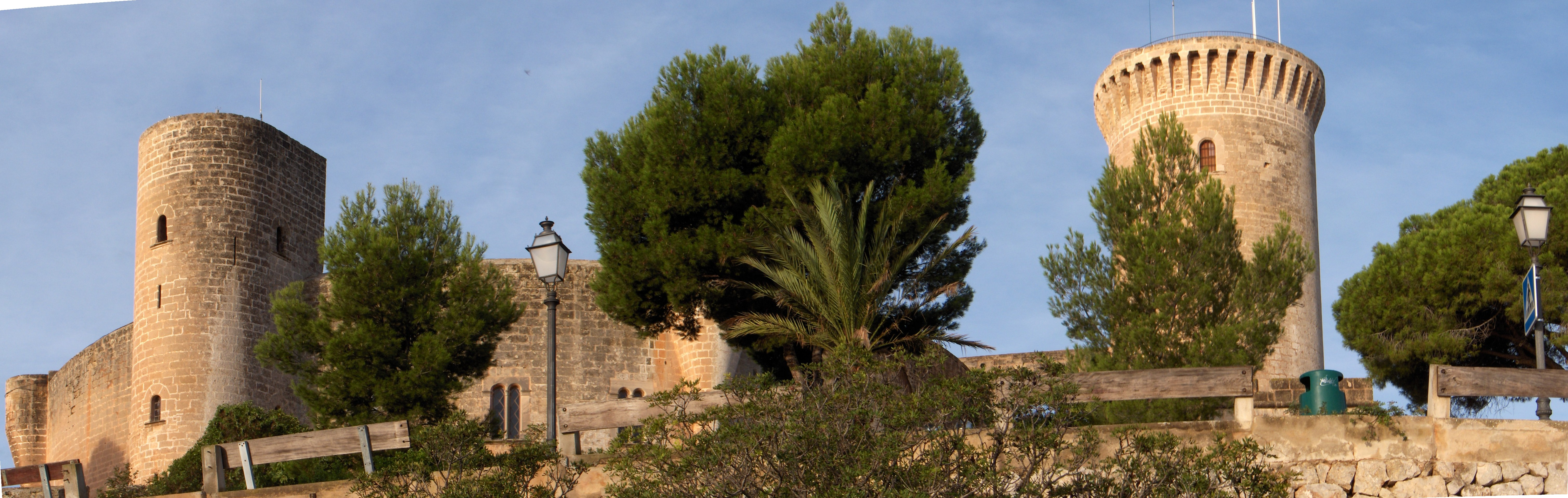
Замок Бельвер у Пальмі.
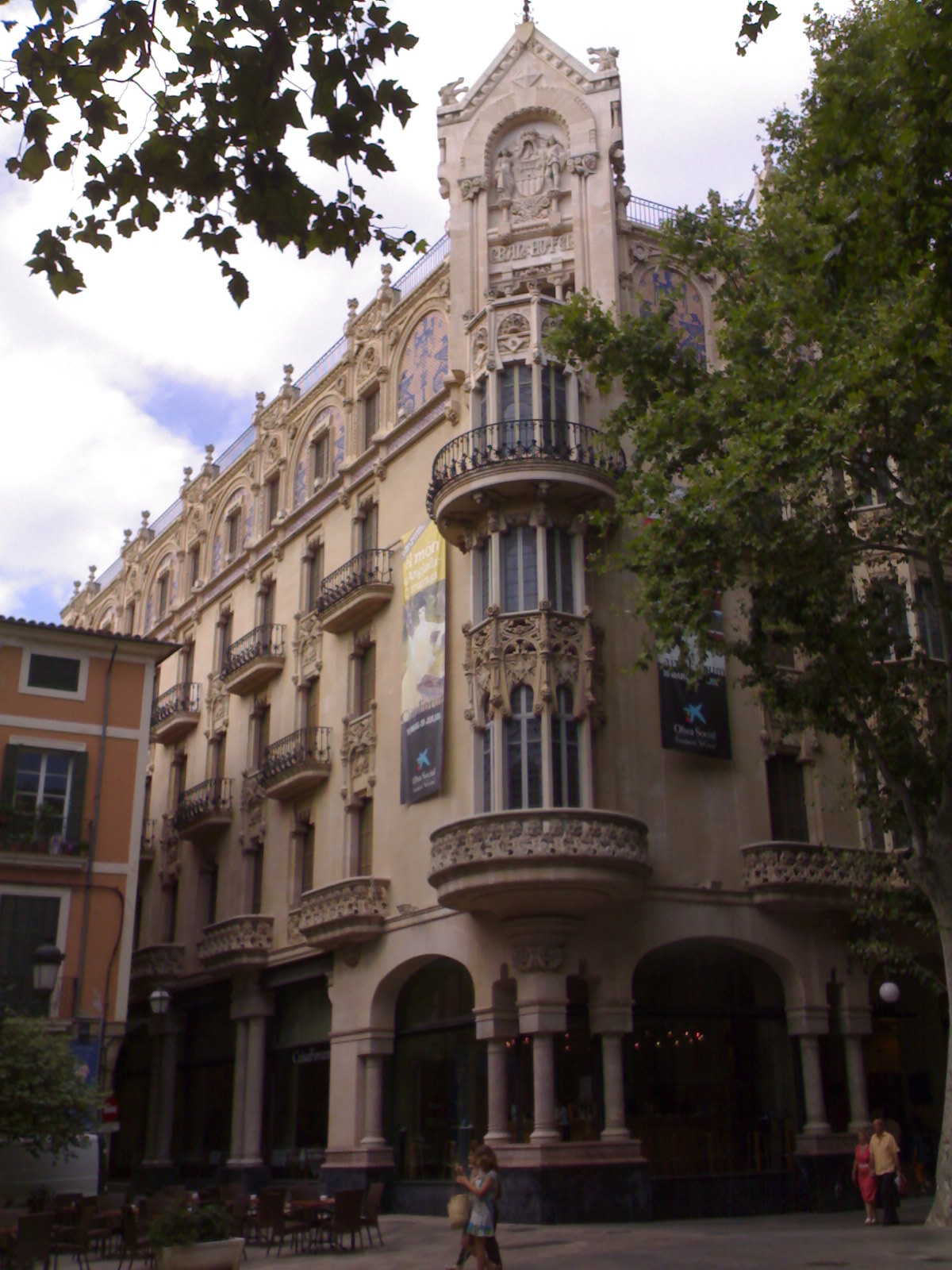
Ґранд-отель.
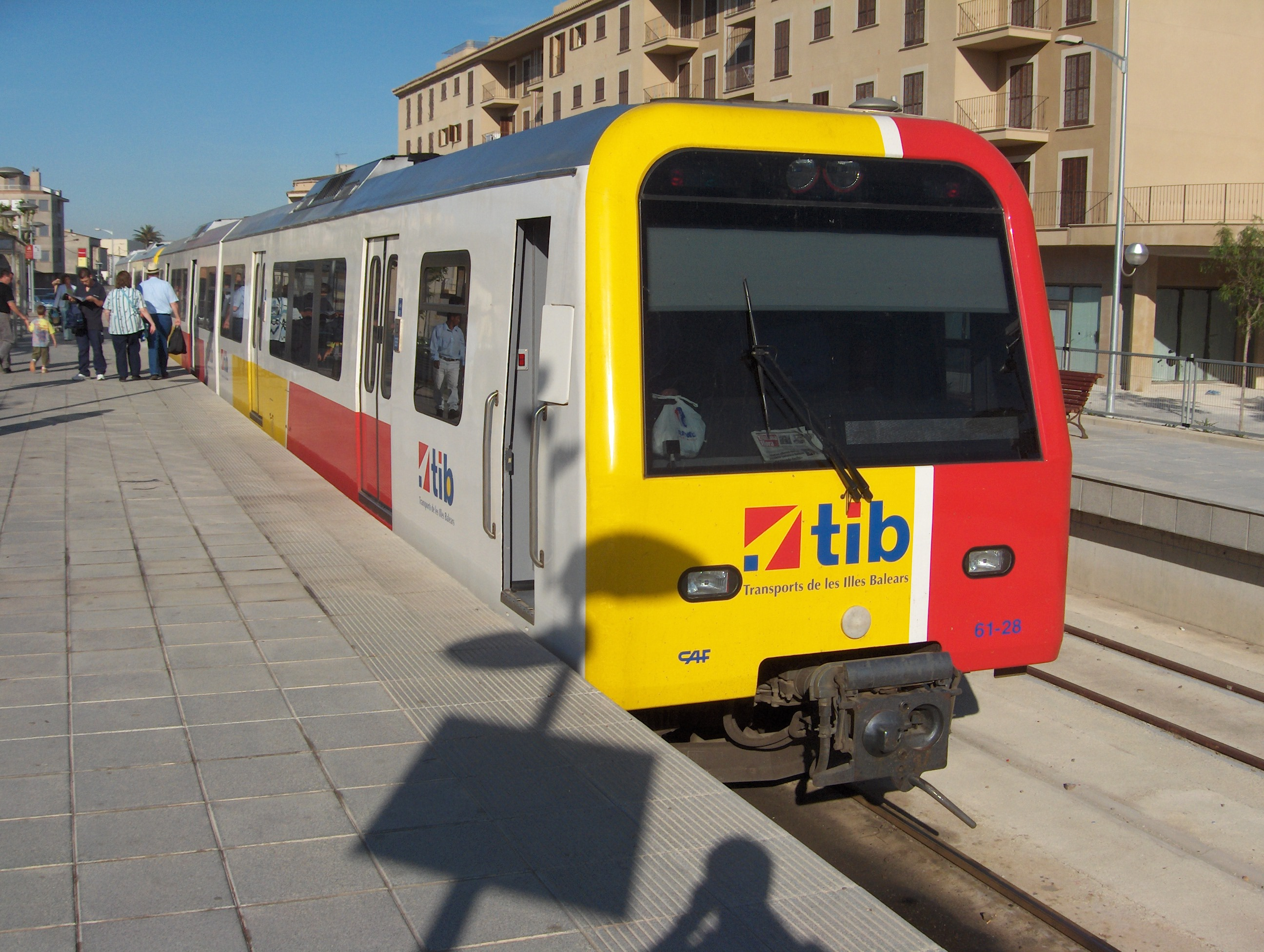
Потяг метро та приміської залізниці Пальми.
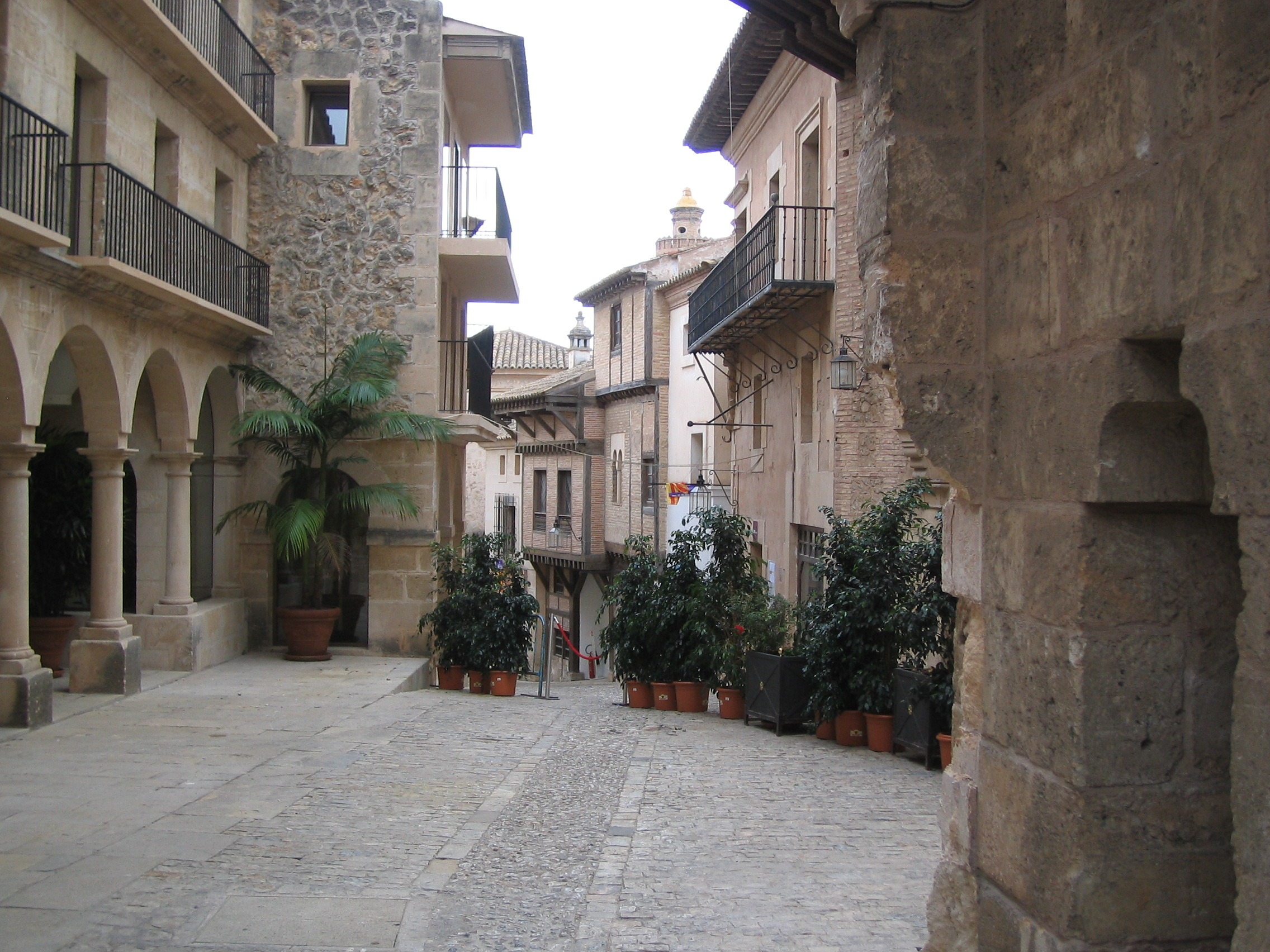
Музей просто неба «Іспанське село».